# Araneus frio
Araneus frio Levi, 1991 è un ragno appartenente alla famiglia Araneidae.

## Distribuzione
L'olotipo maschile è stato rinvenuto in una località del Messico centrale: ad ovest di Rio Frio, a 3200 metri di altitudine, a pochi Km da Distrito Federal.

## Tassonomia
Non sono stati esaminati esemplari di questa specie dal 1991
Attualmente, a dicembre 2013, non sono note sottospecie